# マルゲリータ・ディ・ボルゴーニャ
マルゲリータ・ディ・ボルゴーニャ（Margherita di Borgogna, 1250年 - 1308年9月4日）は、シチリア王カルロ1世（シャルル・ダンジュー）の2度目の妃。ブルゴーニュ公ユーグ4世の長男ヌヴェール伯ウードの次女。フランス語名ではマルグリット・ド・ブルゴーニュ（Marguerite de Bourgogne）。フランス王ルイ10世の同名の王妃は従妹である。
1268年、前年に先妻ベアトリスと死別したシャルル・ダンジューと結婚した。2人の間には1女マルゲリータ（マルグリット）が生まれたが夭逝した。